# Cinetus fuliginosus
Cinetus fuliginosus is een vliesvleugelig insect uit de familie van de Diapriidae. De wetenschappelijke naam van de soort is voor het eerst geldig gepubliceerd in 1831 door Curtis.